# マスター・コントローラー
マスター・コントローラー（Master controller,「マスコン」と略される）は、鉄道車両の出力・速度を遠隔制御するスイッチ装置であり、一般に鉄道車両の運転台に設置される。日本語では「主幹制御器」と翻訳される。
本項目では便宜上、（遠隔操作ではない）直接制御器についても説明するが、本来「マスター・コントローラー」「マスコン」あるいは「主幹制御器」という用語には直接制御器は含まれない。鉄道の運転・整備の現場における用語法でも「マスター・コントローラー」や「マスコン」は間接制御における主幹制御器のみを指し、直接制御器を指す場合や、双方を含めて言う場合は「コントローラー」などの語が用いられる。

## 概要
鉄道車両の動力源の出力自体を制御する機器は動力車に備えられ、電気車の場合は「主制御器」と称される。複数車両による連結運転の際の総括制御の必要上、あるいは制御機器の複雑・大型化で運転台とは別に設置されるようになった場合などには、これらの機器は運転台から遠隔操作されることとなる。そのために運転台に設置し、運転者が操作するものが「主幹制御器」「マスター・コントローラー」である。運転台からの遠隔操作を行わず、運転台で直接主回路切換えやギヤチェンジなどを行う場合の操作機器には、このような呼称は用いない。
制御器などのハンドルを「自動車のアクセルペダルに当たるもの」とする説明が見られるのは、制御器ハンドルが担う操作が主に力行（加速）であるためだが、それが常に当てはまるとは限らない。力行ハンドルとブレーキハンドルが別体のものを「ツーハンドルマスコン」や「ツインレバー型マスコン」と総称するがこれにはブレーキも含まれ、一体化させたワンハンドルなら、ブレーキもマスコンと同じハンドル（レバー）ひとつで操作するわけで、この場合でもマスコン＝アクセルとはいえなくなってくる。また、長い急勾配が続く路線（近畿日本鉄道など）の車両には抑速ブレーキが備わっているが、マスコンハンドルを加速時とは逆方向に操作して抑速ブレーキをかけることが多い。
なお、ブレーキを制御する装置は制動弁（ブレーキ弁やマンス弁ともいう）やブレーキ設定器と呼ばれ、制御されるものは制動弁（設定器のハンドルに直結している弁本体）を直接、またはブレーキ演算装置を間接的に制御する。本項では主にブレーキ設定器の形態に触れるに留め、詳細は鉄道のブレーキに譲る。
現代の電車・電気機関車・気動車・ディーゼル機関車には通常、以下の方式のいずれかが搭載されている。鉄道車両以外では天井クレーンで設置されているものもある。

## 電気車両の制御機構

### 直接式

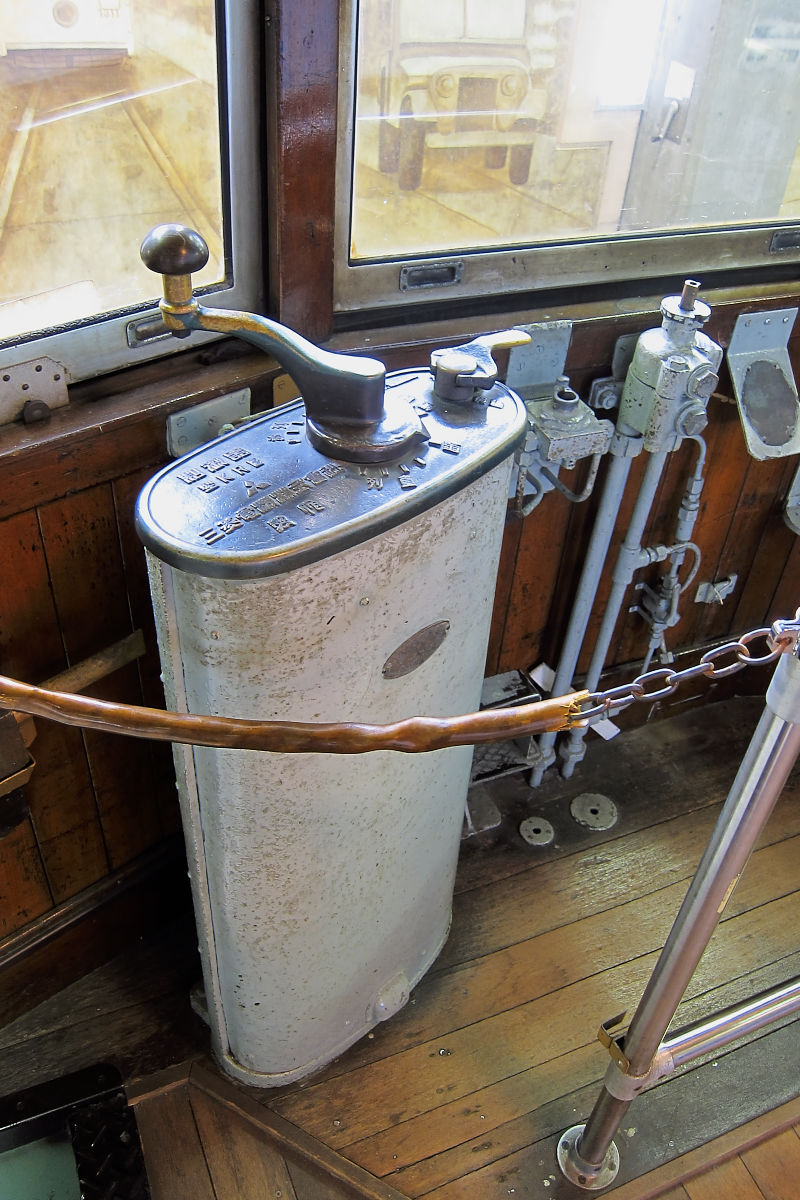
三菱電機 KR-8形直接制御器

モーターの電源となる、架線電流そのものを運転台に引き込み、運転者の力でカム軸を操作し、直接、断続や抵抗器の切り替えを行うものである。この方式では、運転台の制御器で主回路の切り替えが直接行われ、他に遠隔操作される制御器が存在しないため、運転台の制御器は「主幹制御器」ではなく、「直接制御器」（Direct Controller、ダイレクトコントローラー）と呼ばれる。
安易に執筆された文章では、直接制御器を「直接制御のマスコン」「直接制御式の主幹制御器」などと表現しているものが見られることがあるが、いずれも用語の意味を理解していないことによる誤用であり、意味が成り立たない。
直接制御器の歴史は、1870年代にドイツのシーメンスによって発明された最初の電気機関車にまで遡ることができる。
電動機による電動カム軸式などに比べ、構造が単純で反応が素早い利点があり、力行中断・再力行を繰り返す路面電車などではその利点が活用されることも多い。ただ、操作力は大きく体力を要する。また、コントローラー内のスイッチ接点に架線電圧が直接かかるため、特に外装部の絶縁処理に注意を要し、さらに運転台に置かれるため、コントローラー本体の体積（ケースの容積）や接点の寸法などには物理的な限界があり、高電圧・大電流への対応や一定以上の多段化が困難である。
後述の間接非自動制御とも共通するが、ノッチ進段を運転者の判断・感覚で手動で行うため、進段が早すぎた場合や誤ってノッチを飛ばしてしまった場合、主回路に過大な電流が流れ、保護機構が作動して力行が中断してしまうことがある。
架線電流を引き込む構造上、集電装置を持たない非電動車からの遠隔制御や、2両以上の総括制御には不適であり、連結総括制御を行わない用途の車両に用いられる。比較的小型の電気機関車や、路面電車のうち、もっぱら単行運転を行う車両などに多い。車体更新を受けている路面電車車両でも、制御器は従来の直接制御器が引き続き使用されているケースもある（土佐電気鉄道2000形電車、熊本市交通局8500形電車、鹿児島市交通局9500形電車など）。

### 間接式

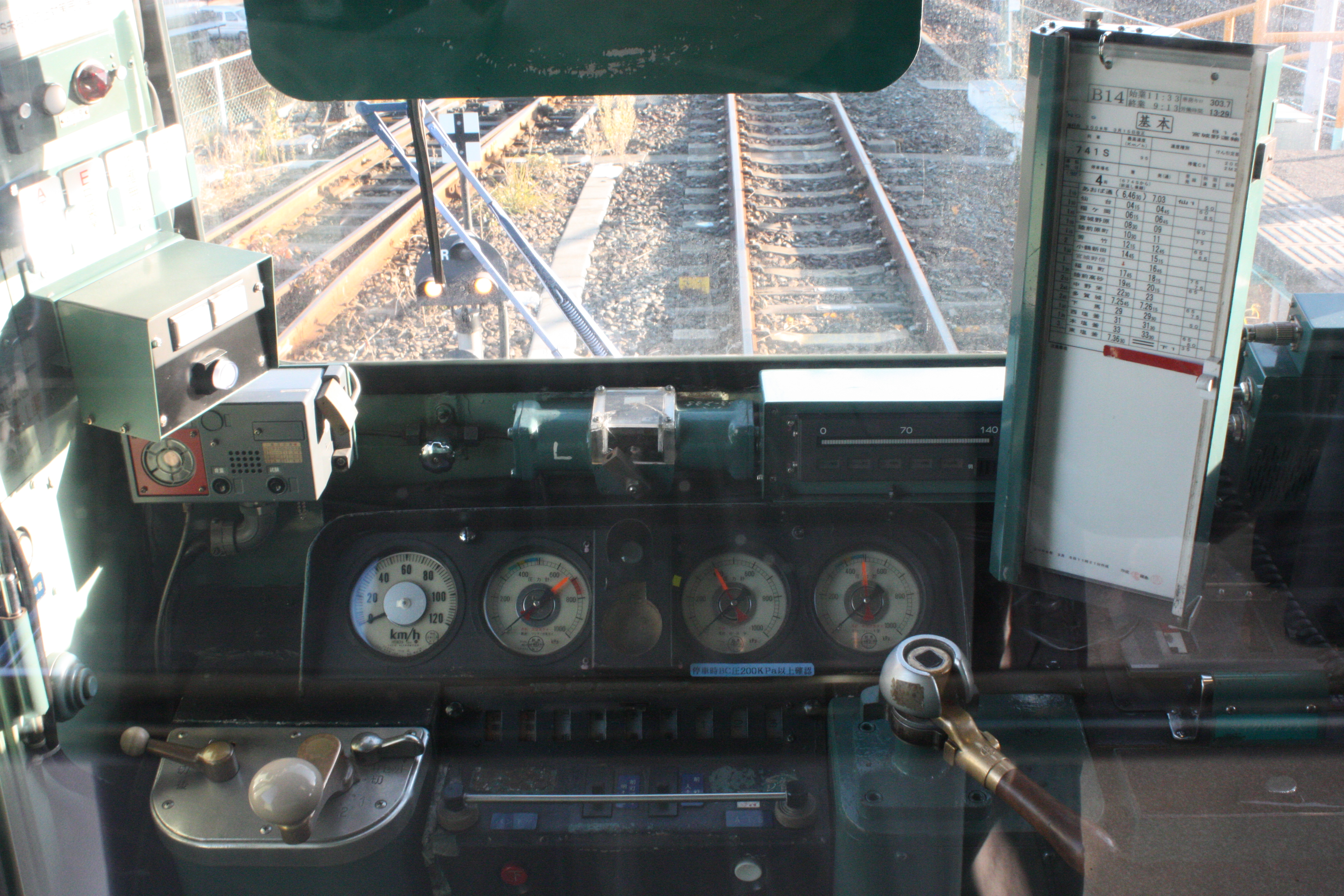
間接制御器（左手前、103系運転台での事例）

低圧電源で小電流の主回路切替用制御信号線のみを運転台に引き込み、この信号線の接続切り替えによって、離れた位置にある制御装置を遠隔操作する方式である。この遠隔操作のために運転台に設置されるものが「主幹制御器」「マスター・コントローラー」である。
電車の2両編成以上での運転には遠隔制御を用いるのが望ましいことから、1898年にアメリカのフランク・スプレイグの手により、マルチプル・ユニット・システムと呼ばれる総括制御システムの一環として考案された。最初に開発されたスプレーグ・タイプDは既に自動進段機構を備えており、制御電源は低圧（直流12V）のバッテリーに頼っていたが、これはやがて電動発電機によるより安定した電源を使用するようになった。その後1910年代に入り、低コスト化への要求から補助電源無しで架線電圧による直接駆動可能、しかも構造が極めて単純な手動進段式制御器が、ゼネラル・エレクトリック社（GE社）やウェスティングハウス・エレクトリック社（WH社）の手で相次いで開発された。これらはその廉価さから支線区や中小私鉄を中心に普及した。
運転台に搭載されるコントローラーの内蔵スイッチは、取り扱う電流量が微少であるため直接式より小型にでき、また操作時の運転士の負担は少ない。複数の車両の制御装置を同時に遠隔操作できるのが最大の長所である。電車・電気機関車に限らず、気動車・ディーゼル機関車にも応用できる。
進段について、運転者の手動操作によって行うものを間接非自動制御、自動的に行うものを間接自動制御と称する。
現在の鉄道車両で通常用いられているのは、この間接制御器である。

#### 電車用間接式制御器の発展
電車用間接式制御器は、その発祥の地であるアメリカにおいて、GE社とWH社の2大電機メーカーの競争によって発展した。このため、現在もなお、これら2社の製品に由来するシステムが世界中で使用されている。
ここではそれら2社が製造した主な製品と、それらとは別に発展した、イギリスのイングリッシュ・エレクトリック社（EE社）による「デッカー・システム」、さらに世界情勢などもあってこの三者を輸入によって技術習得した後、それらを統合した上で技術系統として分岐した日本の東芝のシステムについて概要を説明する。

##### GE社
間接式制御器の生みの親であるスプレーグ自身が、元々エジソンのスタッフの一人であったという経緯から、エジソンが創設したGE社は早期よりこの画期的なシステムの製品化に取り組んできた。その成果は早くも1901年に現れており、電磁式単位スイッチ機構がこの年完成した。後にMコントロールの名で知られるようになったこの合理的なシステムは、直流600 Vの架線電圧を直接その動作に使用する点に特徴があった。前述の通り1910年代には回路構成を大幅に簡略化した手動進段式のMKが派生し、さらに自動進段式のMA (M Automatic) 系は1910年代中盤以降単位スイッチ機構をカムスイッチに置き換えたPC（Pneumatic Cam）へ移行し、1920年代には多段化や発電制動に対応したPCM（Pneumatic Cam Magnetic）が誕生、さらには1940年代に複数カム軸使用とカム軸のパイロットモーターによる電動化を施したMCM（Multiple Cam Magnetic）へと発展、これをコンパクトにまとめたパッケージ式制御器が誕生して技術的な絶頂を迎えた。その後アメリカにおける電気鉄道の衰退期に入ってMCMを整理・簡素化したSCM（Simplified Cam Magnetic）が1960年代に実用化され、これは電力用半導体素子の利用による電子制御実用化まで普及した。
当然ながら、自動進段式のMA系と、手動進段式のMK系とでは、その制御段数の相違からコントローラーの仕様が異なっており、相互の併結は不能であった。
日本においては、総括制御導入初期に事実上の市場独占を実現しており、特に新性能車の導入まで省線電車・国鉄電車の標準マスコンとして長く採用され続けたMC1形主幹制御器は、GE社のC36形マスター・コントローラーを改良したものであった。さらに、MCMは戦後日本国有鉄道（国鉄）が開発したいわゆる新性能電車用制御器の基本となったCS12形のプロトタイプとなり、パッケージ制御器の技術はGE社の日本におけるライセンス提携先である東芝の手により、冷房搭載に伴い艤装の小形化が特に強く求められた名鉄5500系電車や名鉄7000系電車などにMC-11系制御器として導入されている。

##### WH社
GE社のライバルであったWH社も、少し遅れて電気鉄道向け機器の開発に乗り出し、電空単位スイッチを1904年に実用化した。これは総括制御に必要なもう一つの技術である空気ブレーキの開発で知られるウェスティングハウスならではのアイデアで、ブレーキに用いる空気圧制御を制御器に応用したものであった。
ブレーキと制御器で極力機構を共通・統合化しよう、というこのWH社の設計コンセプトは、やがてブレーキの電空同期を実現するSMEE/HSC-D発電制動連動型電磁直通ブレーキの開発を経て、ワンハンドルマスコンの嚆矢となったシネストン・コントローラー（後述）の完成で絶頂を迎えた。
WH社（およびそのライセンスを受けて製品を製造した三菱電機）の場合、その型番体系は非常に合理的、かつシステマティックに整理されており、以下の各種の記号を組み合わせたモデルが存在した。
H
Hand acceleration : 手動進段
A
Automatic acceleration : 自動進段
L
Line voltage : 架線電圧動作
B
Battery voltage : 低電圧動作
M
M compatible : GE社Mコントロール互換。日本ではMultiple notch : 多段進段
F
Field tupper : 弱め界磁機能
S
Spotting : スポッティング付き
例えば、手動進段・架線電圧動作の場合はHL、自動進段・低電圧動作・弱め界磁機能・Mコントロール互換（多段進段）の場合はABFM、自動進段・低電圧動作・スポッティング付きの場合はABSとなる。

##### EE社
直接式制御器のベストセラーとなったDBI-Kxシリーズで知られたイギリス・デッカー社 (Dick Kerr Works,Preston, Lancs.) も、1910年代には総括制御器をラインナップに含める必要に迫られた。このため、1920年代以降「デッカー・システム (Dick Kerr System)」として知られることになる、画期的な間接自動制御器シリーズを開発した。
これは前述の2社とは異なり、当初よりモーターで駆動される精緻なカムスイッチ機構を備えていた点に特徴があった。電動カムスイッチは、当初はその保守コストは大きかったが、大電流を取り扱うモデルでもコンパクトにまとめられ、機構上、自動進段機構が容易に構成できるというメリットがあった。このため、いずれの製品も自動進段機構を標準搭載して、スムーズな加速に欠かせない多段制御を実現しており、これに合わせてマスコンも自動進段を前提として、実際の制御段数の割にノッチ刻みが少ない、コンパクトかつシンプルな構成となっているのが特徴であった。
デッカー社は、このシステムの開発直後にEE社に吸収合併されたため、その大半はEE社製品として販売された。販路は主として英連邦各国であったが、日本およびその影響下にあった各国においては、日本におけるEE社の提携先である東洋電機製造によるライセンス生産品が多数販売され、使用された。なお、EE社は1968年にゼネラル・エレクトリック・カンパニー（GEC社、米GE社とは異なる）に買収され、GEC社も1989年にアルストムに鉄道関連部門を売却した。

##### 東芝
1954年にカルダン高性能車用制御器PE-11を開発した。東芝は先述したように当初、GE社より技術を習得したが、東洋電機製造のEE社システムのものの性能が良好で、戦前期の高性能吊り掛け駆動電車に多用されたため、東芝も第二次世界大戦後はEE社のシステム様式のものを開発するようになり、その発展形として設計された。PE-11はブレーキ系統も連動し、制動ノッチ時は発電ブレーキのみでブレーキ力が不足する際はブレーキハンドルの操作によらず自動で空気制動がかかるなど運転士の負担を大きく低減する機構が盛り込まれた。これらの技術は、日本国内ではHSC-DもしくはSELDと称されるGE社系の技術を応用したものだが、PE-11は空気制動においては電磁直通ブレーキではなく、日本で広範に普及していた自動空気ブレーキと連動させるAMCD常時電空併用自動空気ブレーキという独自の形態になった。この制御器は東急5000系電車 (初代)に採用されて良好な成績を示し、後に国鉄CS12形を嚆矢とする新性能電車用制御器の雛形になった。
また、自動空気ブレーキと発電制動の連動は従来車との後方互換性の確保が重視された時期において、これに電磁中継弁を併設して応答性を高めたARSE-D常時電空併用電磁自動空気ブレーキとしていくつかの鉄道事業者に採用された。従来車の淘汰・分離が可能になると、電車では廃れていったが、その応用で液体式気動車の機関制動併用電磁自動空気ブレーキへと発展し、国鉄キハ80系気動車のDAEを経て、国鉄キハ181系気動車で最大12連・営業最大速度120km/hという液体式気動車としては空前の性能を実現可能とした。
以降、日本の電動カム軸式制御器は独自の発展を遂げ、CS12形の上位互換でノッチ戻し機能を持つCS15形、CS43形が開発され、更には大電流ゆえ不可能と言われていた電気機関車用にも碓氷峠を超える関係から軽量化な超多段制御器が求められたEF62形から本格的に採用された。
また、日本では進段シーケンス（とブレーキ指令方式）さえ合っていれば異形態の主制御器を持つ車両同士（例えば、電動カム軸制御車と単位スイッチ制御車、抵抗制御車とVVVFインバータ制御車、など）でも併結できる利点が生かされ、広く行われている。

## 操作系の形態の種類

### 横軸マスコン
マスコンとブレーキレバーは別々であるものの、従来型と違い、マスコンレバーの見た目が自動車のATセレクターの様な横軸（水平）型レバー式となっている。
かつてマスコンの操作レバーは伝統的にレバーを横方向に旋回させて操作する縦軸（垂直）方式であった。下部にあるカバー内には、ハンドルと結合されたカム軸と隣に接点部と呼ばれるスイッチを平行に複数設置した構成としており、カム軸で複数のスイッチ接点をオン/オフさせる。熟練者であればブレーキの操作と合わせることで細かい制御が可能で、特に起動時における衝撃を抑制することが可能な反面、一定の技能がないといわゆる“ドン突き”衝動を発生させやすかった。直接制御器時代では架線電源の電気を直接取り入れてコントロールしていたため、マスコン自体は大型であった。

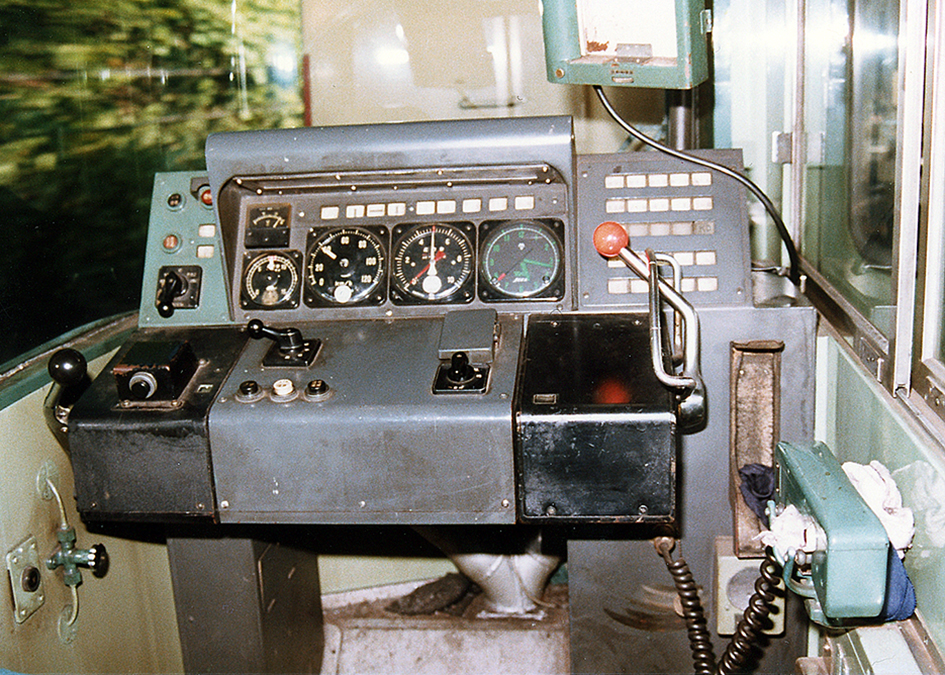
キハ181系気動車 運転台 左側がマスコン　右側がブレーキ

自動進段式の間接式制御器が主流になると、電動発電機（MG）または静止形インバータ（SIV）からの低圧電源（直流100V）を使用してコントロールするようになったため、マスコン本体は小型化された。そのため、必ずしも縦軸である必然性はなくなっていた。そこで非熟練者でも操作の容易な形態として横軸マスコンが考案された。国鉄では新幹線の試作車である1000形で試用され、その量産車である0系で実用化された。また在来線では電車に先んじてキハ181系気動車で初採用された。
視覚的に進段・ノッチオフを意識しやすいよう、国鉄型の横軸マスコンは、“押して力行、引いてノッチオフ（ノッチ戻し・抑速ブレーキ）”であり、後述の民鉄発祥のワンハンドルマスコンとは逆の配置になっている。
国鉄では長らくブレーキ互換性と動作の確実性から、ブレーキについては自動空気ブレーキを採用し、SELD電磁直通ブレーキを採用する電車についてもこれを併設として、自動ブレーキ弁は運転台のブレーキレバーで直接操作するという形態をとった。この為横軸マスコン車でもブレーキは縦軸配置を採った。これはブレーキが電気指令式のみとなった国鉄最末期の量産車である211系や205系でも乗員の慣習の問題から踏襲され、ブレーキ弁直結とならなくなり、運転台コンソールと一体化して小型化はしたものの、ブレーキレバーそのものは縦軸のままであった。

### ワンハンドルマスコン

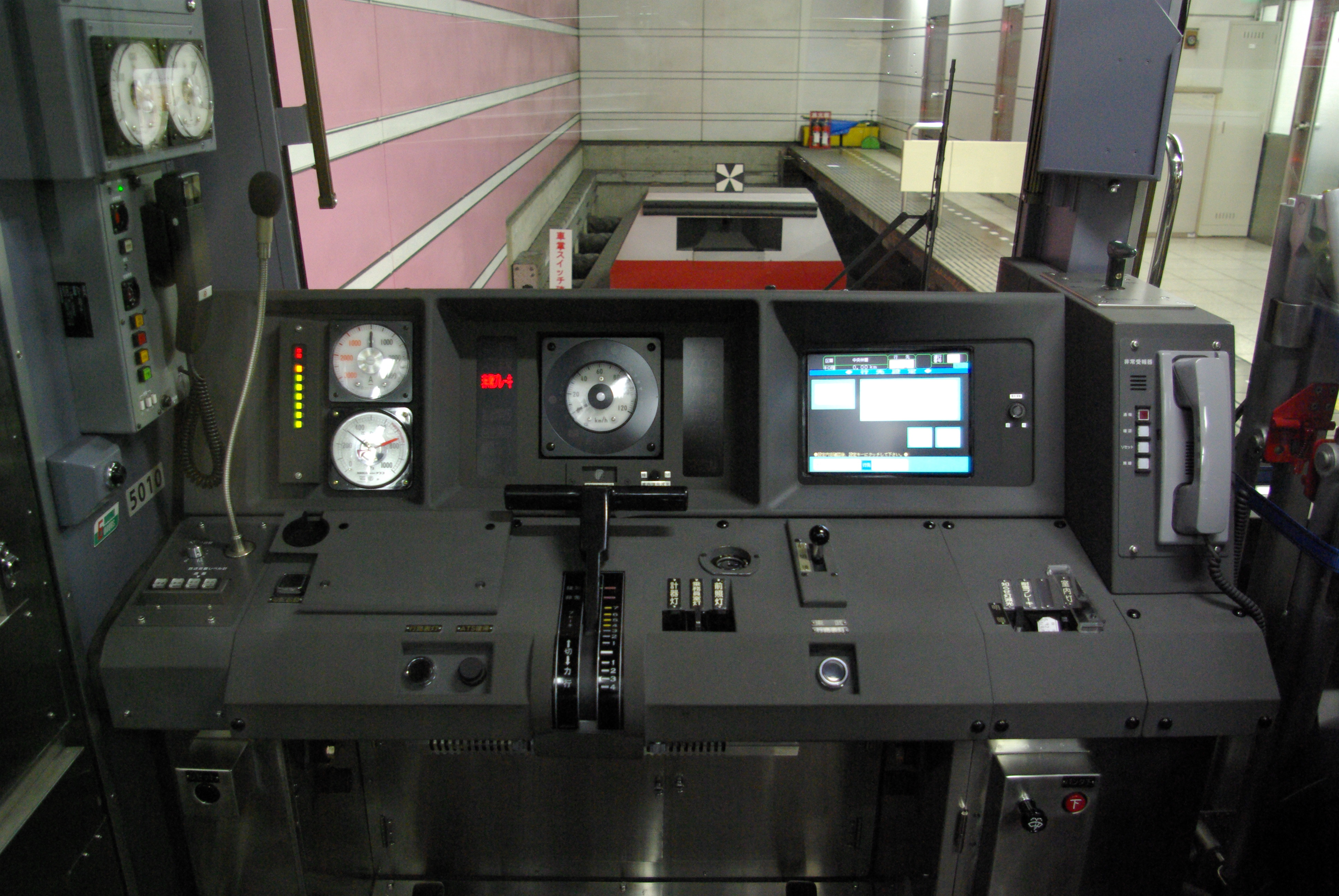
東急5000系の両手操作式ワンハンドルマスコン

本来別々に設置されているマスコンとブレーキレバーを一体構造としたものである。運転操作を極力簡易にするための発想で、既に1930年代にはシネストン・コントローラー （Cineston Controller）と呼ばれる、SMEE/HSC電磁直通ブレーキ用ブレーキ制御弁にマスコンの電気接点を組み込んだ制御器システムがアメリカのWH社の手で開発され、遅くとも1940年代後半までにはニューヨーク、シカゴ、ボストン市などの地下鉄および高架鉄道で営業運転に供されている。
ワンハンドルマスコンの実現には、主幹制御器側で操作される発電・回生ブレーキと、ブレーキ弁で操作される空気ブレーキ系が電気的・機械的に確実に同期動作する必要がある。このため、当時の技術では、WH社が開発したセルフラップ式ブレーキ弁と、同じくWH社開発の締切電磁弁 （Lock Out Valve：LOV）や射込弁（Inshot Valve：連動込め弁とも）の併用が事実上必須であった。
日本では1952年の高松琴平電気鉄道10000形電車が電空一体型ワンハンドルマスコンの最初の採用例（制御装置は日立製作所笠戸工場製）であるが、この時点ではセルフラップ弁を持たない、通常の直通ブレーキ上にシステムが構築されており、その操作は極めて特殊であった。しかも、LOV相当の機構も欠落していたことから発電ブレーキと直通ブレーキの同期に難があり、この日立製ワンハンドルマスコンシステムは名古屋市交通局（名古屋市電）を除いてまったく普及しなかった。名古屋市交通局（名古屋市電）では1800形1815号車（→1900形1901に改番）で採用した後、1900形、2000形、800形と採用が続いた。国鉄では1962年製造の2代目ED30形電気機関車で採用したが、普及はしなかった。
日本においてワンハンドルマスコンが本格的に採用されたのは、1960年代後半であり、従来の空気ブレーキがブレーキ弁の操作により指令を行う空気指令方式から、マスコンと同じく、カム軸の操作により複数のスイッチ接点をオン/オフさせて低圧の電気で指令を行う電気指令式が採用されたことによるものであり、ブレーキ弁を持たないことからブレーキ制御器と呼ばれている。これにより、マスコンとブレーキ制御器を一体化して、一本のハンドルで操作できることが可能となった。
東急8000系電車より前に、1968年（昭和43年）に帝都高速度交通営団（営団地下鉄）が千代田線向けに試作した6000系1次試作車（6003号）において、シネストン・タイプと呼ばれる縦軸型のワンハンドルマスコン（電気指令式）を試作したが、以降の正式な採用は見送られた。

#### 両手ワンハンドルマスコン
量産車で初めて採用されたのは1969年の東急8000系電車である。また日本ではワンハンドルマスコン採用車両の大半が電気指令式ブレーキとなっている。
東急8000系電車を開発する際に、ワンハンドルマスコンの操作法について、“押して制動・引いて力行”と、馬を御するやり方に基づいたそれと逆とする案の両方が出され、最終的には前者に決まった。前者については、人間の体が慣性に逆らわずに運動する、また、万一失神時には前に倒れ込むであろう、といった点が“人間工学に基づいたシステム”としての観点から言われている。導入に際しては当時の運輸省から「どちらでも良いが、どちらかに決めたらその方式は以後変えてはならない」という指導があり、以後このタイプのコントローラ（横軸ワンハンドル型マスコン）の操作系については、JR・私鉄等を問わず全ての車両がこの方式を採用している。
両手式を多く採用している会社として、関東では東急電鉄を筆頭に、小田急電鉄を除く大手私鉄すべてで両手ワンハンドルの採用例がある。関西では阪急電鉄の2200系および6300系以降の車両と阪急の系列会社である北大阪急行電鉄9000形電車、阪急に乗り入れる大阪市高速電気軌道（Osaka Metro）66系、25系（更新車）、30000系（2018年度増備車）、400系、Osaka Metroに乗り入れる近鉄7000系（改造車）、阪急6300系と同様の運行形態を想定していた京阪8000系電車が挙げられる。なお、阪急では自社車両への両手ワンハンドルマスコンの導入に当たって東京急行電鉄（当時）の協力を得ている。JRグループでは片手式の採用が主流となり、両手式は2017年現在まで採用例が一切ない。

#### 片手ワンハンドルマスコン

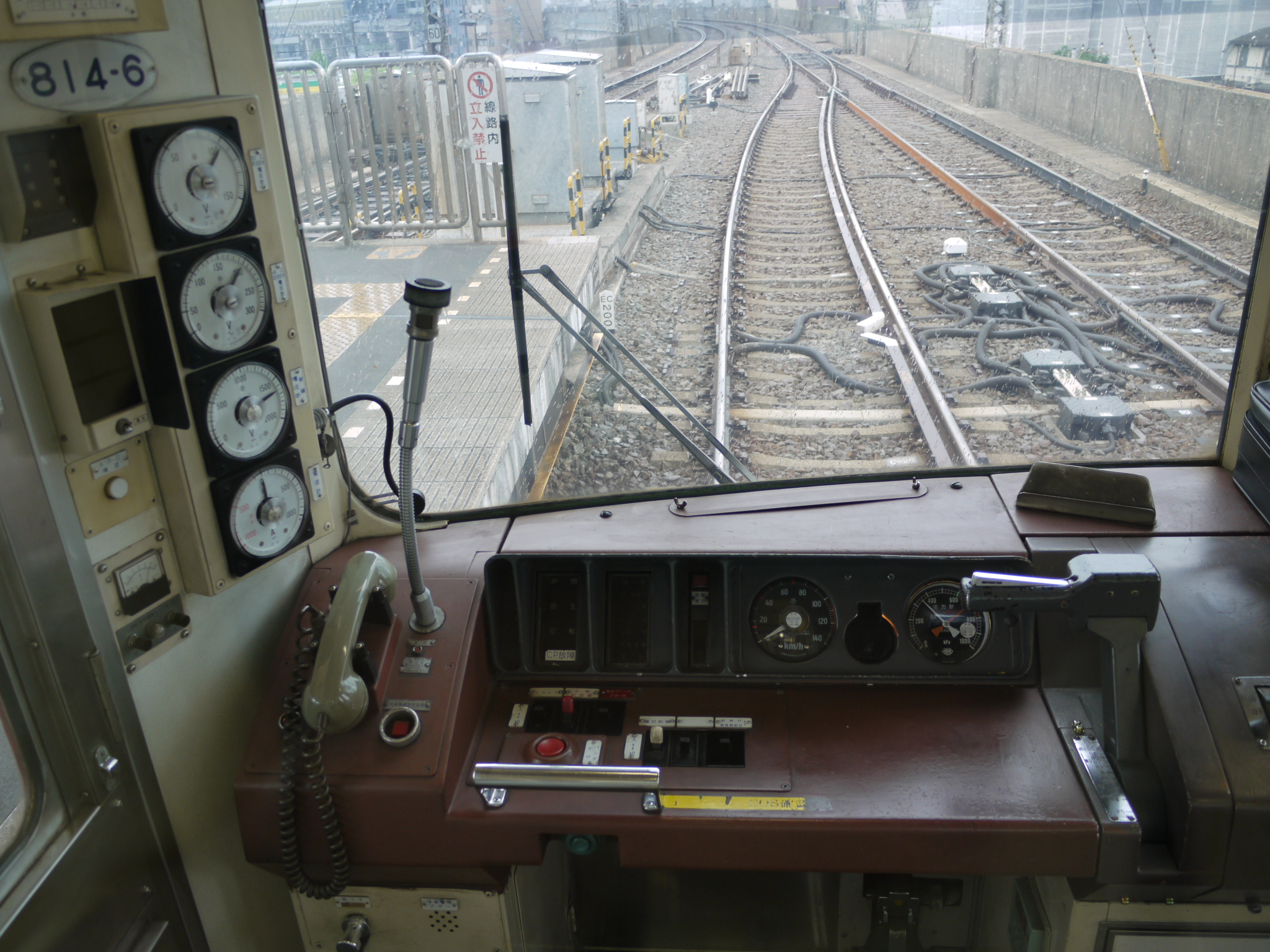
京急800形の右手操作式ワンハンドルマスコン

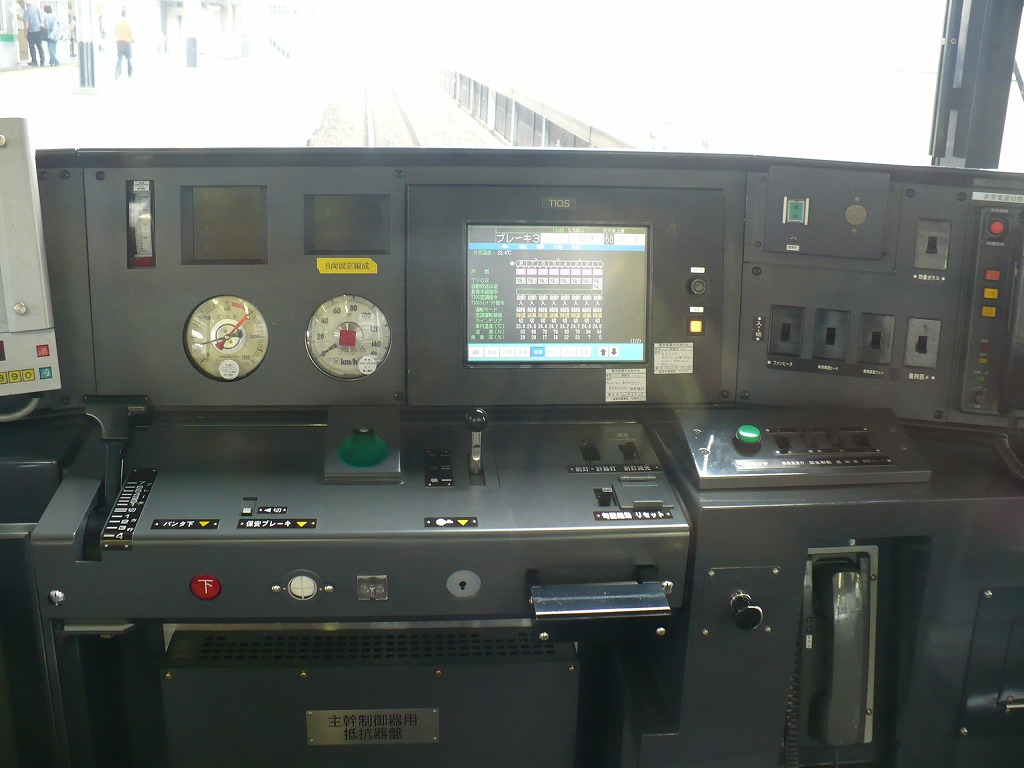
小田急3000形の左手操作式ワンハンドルマスコン

ハンドルが片手側しかないため、ハンドルをL字形にして軸の付け根を運転台デスクの端に寄せることができ、コンソールの中央が空いて、各種スイッチやダイヤグラムなどを配置しやすいという長所がある。両手ワンハンドルであればどちらか片手で握っていればよいが、片手式は走行中つねにハンドル側の手で握っていなければならないのが欠点となる。ハンドルの反対側にはアシストグリップが設けられ、姿勢の保持に加え、もう片方の手が遊んでしまうという運転士の心理的負担を和らげている。
日本での本格的採用はまず右手式で、京浜急行電鉄の800形から採用された。続いて2000形でも採用したが、次世代の1500形からは都営地下鉄浅草線乗り入れの都合上、両手式に変更されている。伊豆箱根鉄道の3000系と5000系で採用しているハンドルは、運転台のデスク自体が京急のそれに準じたものを使っている。二階式運転台の特急車（小田急ロマンスカー）を持つ小田急電鉄では7000形（LSE）と10000形（HiSE）で、江ノ島電鉄では1000形から、いずれも「運転台が狭いため、コンパクトに収まる」という理由で右手ワンハンドルを採用している。なお二階式運転台ではない20000形（RSE）や30000形（EXE）も右手ワンハンドルだが、これは小田急ロマンスカー全体での部品共通化を目指したものである。JRグループでは小田急乗り入れを前提に設計されたJR東海371系電車が唯一の右手式採用事例となった。名鉄では3100系以降の新製車両で右手式を標準採用している。
左手式の採用は、JR北海道721系電車からである。2003年の肥薩おれんじ鉄道HSOR-100形気動車は軽快気動車で初めてワンハンドルマスコンが採用された。右手ワンハンドルと比べ、近年は西日本旅客鉄道（JR西日本）と四国旅客鉄道（JR四国）を除いたJRグループや大手私鉄での採用例が増えている。京成電鉄でも直通運転に供されない2代目AE形は左手ワンハンドルが採用されている。
ヨーロッパにおいては、特にトラム等で早くからワンハンドル制御が行われていた。操作方向は日本とは逆に、押して力行、引いて制動とし、右側通行の大陸ヨーロッパでは左手操作とするのが一般的である。ドイツから導入された広島電鉄5000形電車では日本仕様とするため、操作方向を引いて力行、押して制動、右手操作に設計変更している。

#### 1軸ツーハンドルマスコン

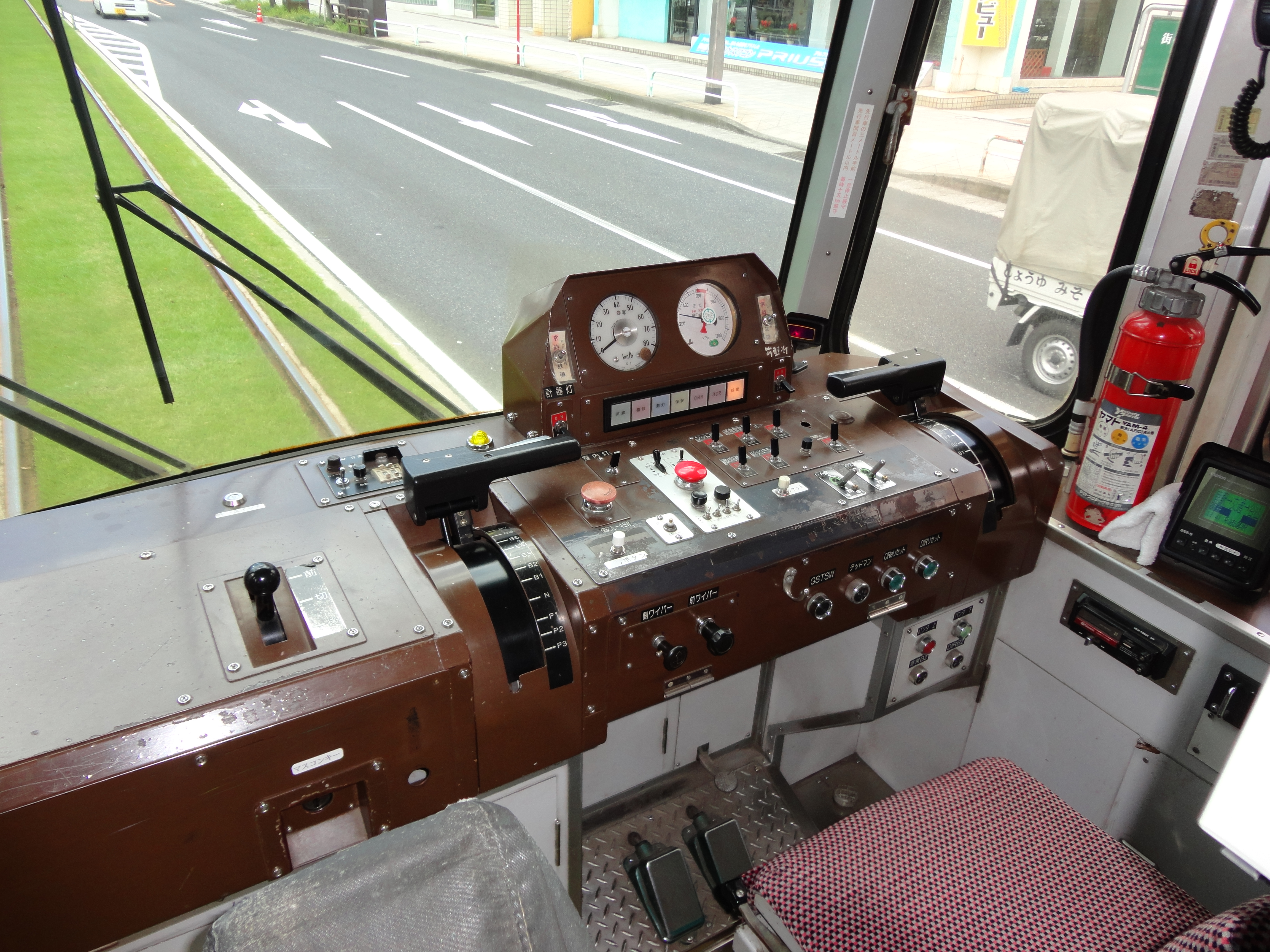
1軸ツーハンドルマスコン（鹿児島市電2120形の運転台）

ワンハンドルマスコン同様片手操作可能ではあるが、右側／左側両方にマスコンハンドルがある。左右の軸が繋がっており、右手で右のレバーを操作すれば左のレバーも連動して動く仕組みになっている。この方式は路面電車の一部（京福電気鉄道モボ2001形電車、阪堺電気軌道701形電車、広島電鉄3800形電車、鹿児島市交通局2100形電車など）に採用されている。

### 縦横軸併用ツインレバー型マスコン

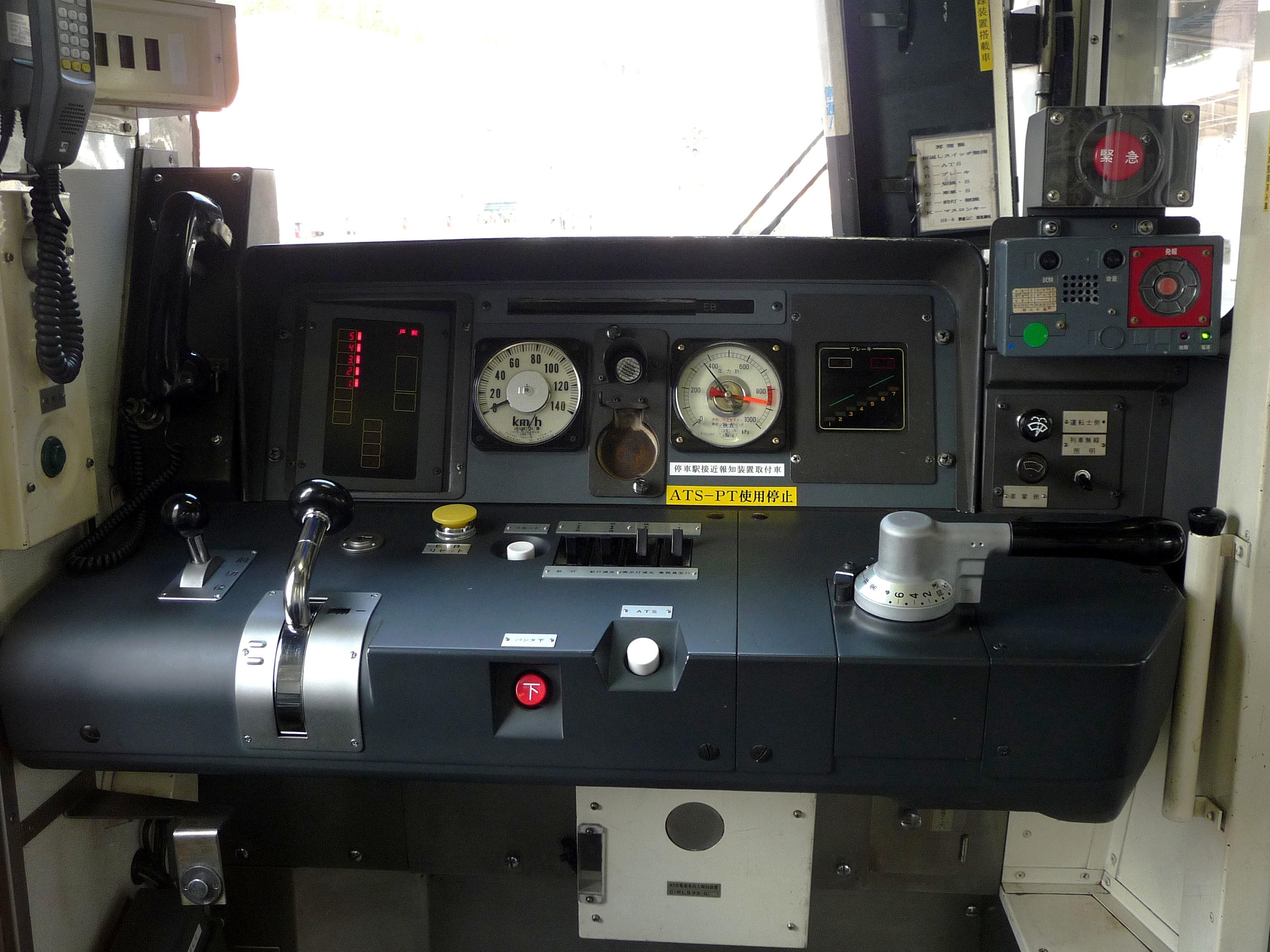
縦横併用マスコン（211系5000番台の運転台）

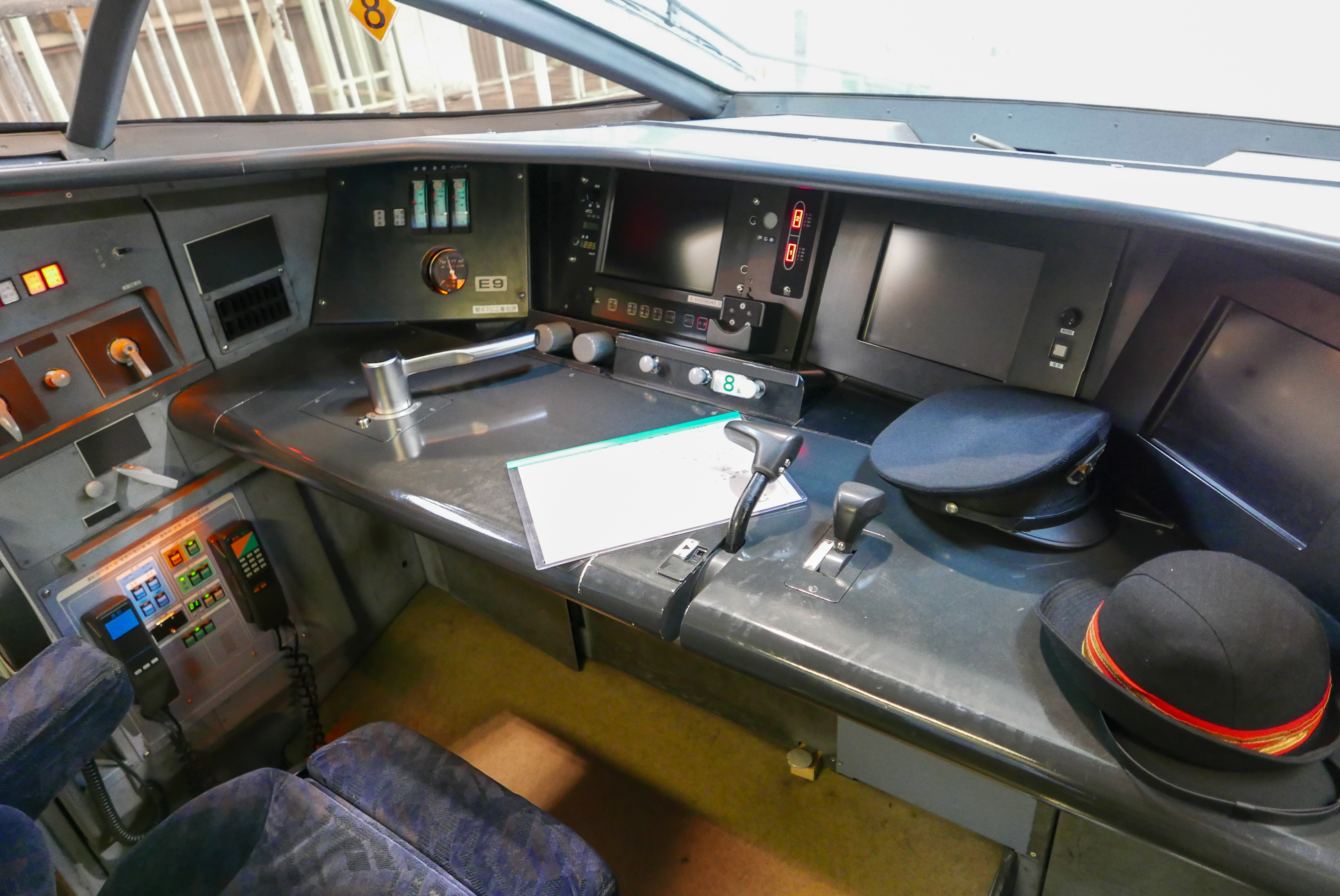
新幹線車両における縦横併用マスコン（700系7000番台の運転台）

左手のマスコンを横軸式にする一方で、右手のブレーキハンドルは在来車と連結する必要や、安価な既存技術を採用するという方針から、従来と同じ縦軸ブレーキハンドルとしたもの。国鉄では201系で採用された後、205系電車などいくつかの系列で採用された。私鉄では神戸電鉄3000系電車、西鉄5000形電車、阪神9000系電車（但し後年横軸ツインレバーに改造）とジェットカー（5500系・5550系・5700系）に採用されている。
横軸マスコンが全盛を極めている現在では採用例が少なく、JRグループの在来線車両では2014年登場のJR四国8600系電車が現時点で最後の採用例である。気動車では関東鉄道の車両（キハ2300形・キハ2400形・キハ5000形）が一貫して縦横軸併用マスコンを採用している。
新幹線車両については、現在もこのタイプのマスコンが主流となっており、新幹線500系電車（JR西日本）を除き、すべてこのタイプである。また、新幹線運転時にはブレーキ操作よりマスコン操作の方が重要視されるため、大多数の運転士の利き手である右側にマスコンが来るよう、ブレーキとマスコンの位置が在来線車両と左右逆転している。
鉄道運転シミュレーションゲーム「電車でGO!」シリーズのアーケード用筐体は、205系をモデルにした縦横軸マスコンを採用している。

### 横軸ツインレバー型マスコン

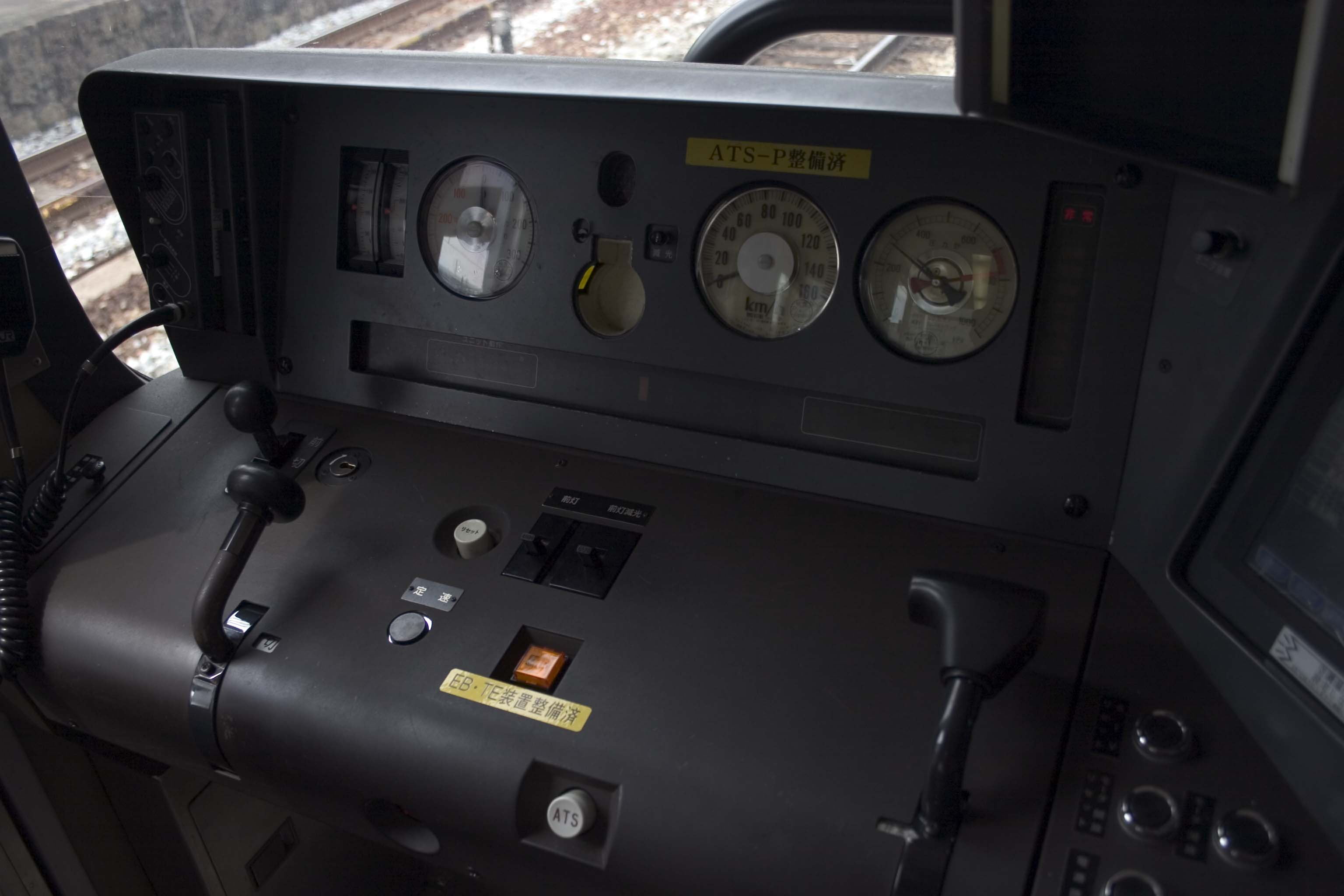
横軸ツインレバー型マスコン（T字型）
（223系2000番台の運転台）

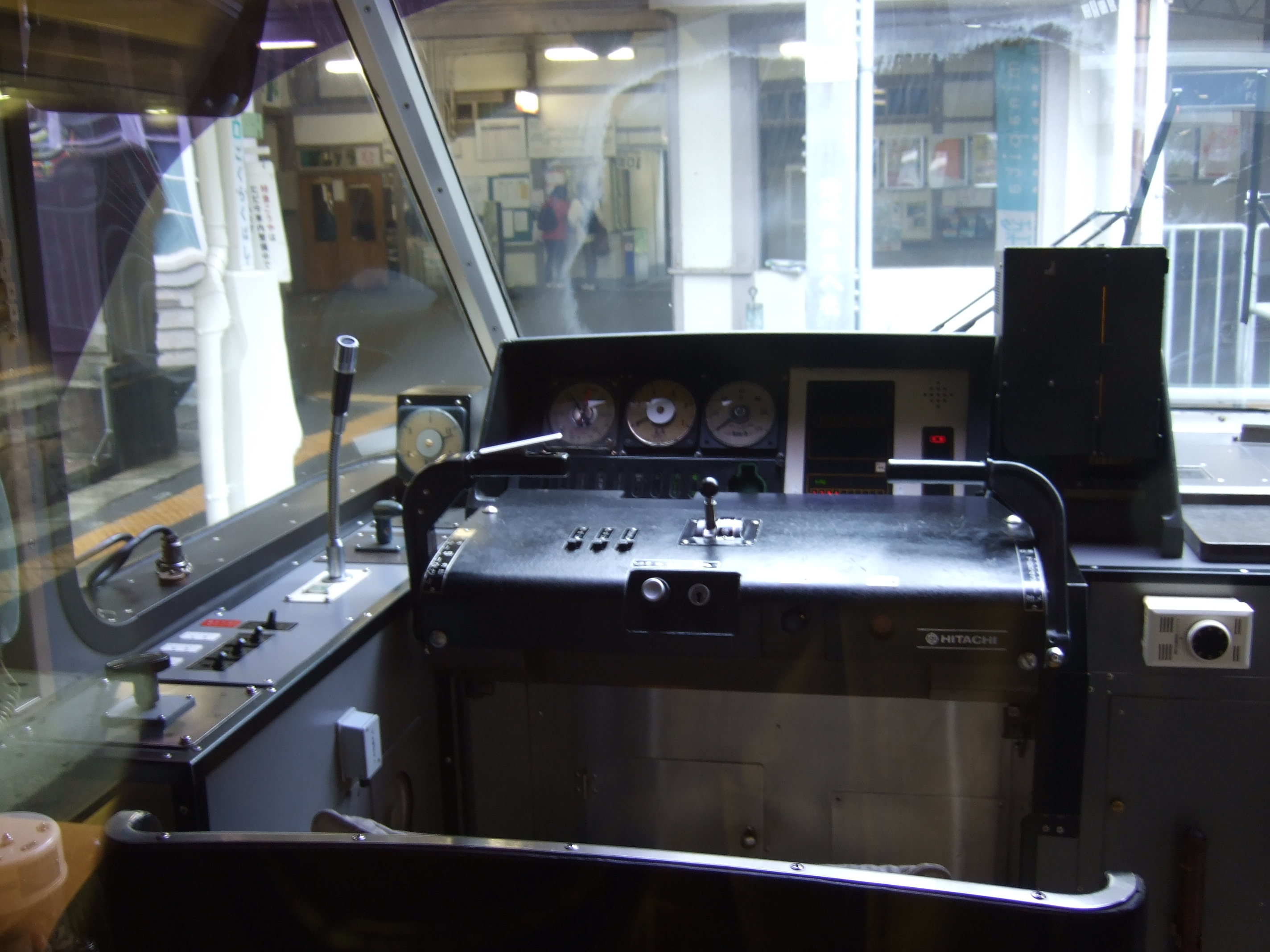
横軸ツインレバー型マスコン（L字型）
（南海30000系電車の運転台）

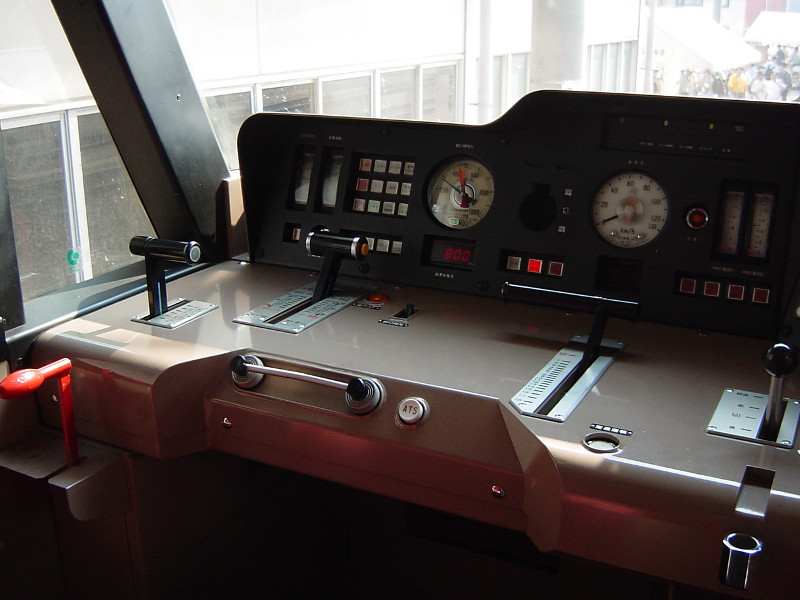
電気機関車における横軸ツインレバー型マスコン
（EF210形の運転台）

マスコン・ブレーキともに横軸としつつも、それぞれ独立して操作する形式である。
日本での導入は電車に先んじて国鉄キハ181系が嚆矢となった。キハ181系気動車ではブレーキがダイヤフラム式のCLE電磁自動空気ブレーキとなったことに加え、他系列との併結を考えない形式であったため運転台用のブレーキ弁をコンパクトにできたことで実現した。しかし、キハ181系気動車自体が国鉄形式としては少数に終わった他、同じ系統のブレーキ弁を装備する201系電車では101系・103系との混用の為、習熟の問題もありすぐには普及しなかった。
国鉄分割民営化の後、運転台に自動ブレーキ弁を設置する電車がほぼ皆無になり、さらに気動車までもが電気指令式ブレーキを採用するようになったため、ブレーキについても縦軸配置の意味が薄れた。一方でワンハンドルマスコンでは細やかな制御がしづらいことを嫌う事業者に普及することになった。
レバーの形状はデスクの横から伸びるL字形か、デスクの上下に伸びるT字形で、拳を横にして握る方式がほとんどである。変わった例としては、ハンドル形状が三度も変わった京阪3000系電車 (初代)で、2番目（ブレーキが全電気指令ブレーキに変わってから、8000系登場後ワンハンドルに更新されるまで）に採用されていた形状では、左のマスコンがT字形で手のひらにより上から押し込み、右のブレーキがI字形で手の甲を右側に向けて握った。
関西圏の各社線ではこのマスコンを採用することが比較的多く、JR西日本221系電車以降の各形式や、私鉄では1990年代以降の新造車両（阪急電鉄・阪神電気鉄道ジェットカーを除く）、地下鉄ではOsaka Metro（66系・25系更新車・30000系2018年度増備車を除く）や京都市交通局（京都市営地下鉄）、神戸市交通局（神戸市営地下鉄、5000系を除く）、関西以外ではJR四国（JR西日本223系5000番台と共通設計である5000系電車および2000系・1500形・2600系などの各気動車）や第三セクター鉄道の気動車、名古屋市営地下鉄の初期のVVVFインバータ制御車で採用例がある。関東の鉄道車両では新京成電鉄8800形電車、箱根登山鉄道1000形電車以降の新造車両がツインレバー型を採用している。かつては営団地下鉄01系・02系や横浜市交通局（横浜市営地下鉄）1000形・2000形、3000形（1次車のみ、ワンマン装置取り付け前）がツインレバー型を採用していた。新幹線電車ではJR西日本が開発した500系が唯一この形態を採っている。
近鉄26000系電車は横軸ツインレバー型マスコンであるが、他の横軸ツインレバー型マスコンはブレーキ装置が電気指令式ブレーキであるのに対し、この系列のみ電磁直通ブレーキになっている。ただし、操作方法は他の電気指令式ブレーキ車両と同じく、ブレーキハンドルにノッチが刻まれており、「7段の電磁直通ブレーキ」という扱いとなっている。
また更に後年に入ると、自動ブレーキを必須とする機関車においてもブレーキ弁の冶金技術高度化による更なる小型化や制御システムの統合電子制御化による間接化で、横軸ブレーキレバーの採用が可能となった。EF200形・EF500形を皮切りとした日本貨物鉄道（JR貨物）のVVVF制御の機関車はこの形態を採っている。

### 直通運転とマスコン形状の統一
他の鉄道会社と直通運転と行う場合、異なる鉄道会社の境界駅で、もう一方の鉄道会社に運転士が交代する運転方法が多く採用されているため、運転士の熟知の問題から、運転室のスイッチの位置や色に規格統一が求められるケースが多く存在する。マスコンの形状も例外ではなく、直通する全形式で1種類、多くても2種類に統一されているケースが目立つ。
特徴的な例を挙げる。前述の201系電車と205系電車で縦横併用式を採用していた国鉄が、営団地下鉄千代田線直通用に製造した203系では縦軸マスコンを採用した。一方、東西線では05系の初期型は直通先の中央・総武緩行線に103系が多かったことや、自社の5000系も一気に置き換えず、当面は界磁添加励磁制御化改造を行って運用を続ける予定だったことなどから、それらに合わせる形で縦軸ツーハンドルを採用し、後期型の05N系や近年の05系B修繕車では中央・総武線各駅停車のE231系投入に合わせて左手ワンハンドルマスコンに変更、有楽町線から転属した07系も縦軸ツーハンドルマスコンから左手ワンハンドルマスコンに変更する改造を施した。その他、京浜急行電鉄では右手→両手、西武鉄道では両手→左手→両手と変化した。
反対に1社のみ異なるケースとしては、自社の13000系・東武70000系が登場するまでは全車両が縦軸ツーハンドル式のマスコン・ブレーキ弁を採用した東京メトロ日比谷線において、ワンハンドルを最初に採用した事業者でもある東急のみが1000系でワンハンドルを採用していた例がある。
また、統一ないし種類を減じる措置がとられていない例として、京成松戸線から千葉線への片乗り入れおよびかつて実施されていた新京成電鉄新京成線（現・京成松戸線）と北総開発鉄道（現・北総鉄道）北総線・住宅・都市整備公団（現・千葉ニュータウン鉄道）千葉ニュータウン線（2路線合わせて北総・公団線（1988年〜2004年）を経て現・北総線）との相互直通運転（1979年〜1992年）があげられる。新京成線と北総線との直通開始当初は双方縦軸ツーハンドルの形式のみ在籍していたが、横軸ツーハンドルの新京成電鉄8800形電車の登場（1986年）、両手ワンハンドルの北総開発鉄道7300形電車の登場（1991年）と1992年の直通廃止までの間にハンドルの種類は増え続けた。直通廃止の前年である1991年に北総から京成・都営地下鉄・京急への直通を開始したがこちらとの間では縦軸ツーハンドルと両手ワンハンドルで種類が統一されている。一方で新京成線から京成千葉線への直通は1955年に暫定的に実施した時点では種類に差異はなかったが、2006年に再開した時には双方に存在する縦軸ツーハンドル（8000形）と両手ワンハンドル（N800形）の形式のみならず前述の横軸ツーハンドルの8800形も形状を変更されることなく投入され、京成におけるハンドルの種類が増えることとなった。なお、京成では2010年に左手ワンハンドルの2代目AE形の登場で種類はさらに増加した。同様の例は名古屋市営地下鉄鶴舞線と直通運転を行う名鉄（犬山線・豊田線）でも見られる。地下鉄鶴舞線と名鉄豊田線が相互直通運転を開始した1979年（昭和54年）当時は縦軸ツーハンドルの車両（3000形・名鉄100系）のみであったが、名鉄犬山線との相互直通運転が開始された1993年（平成5年）に横軸ツーハンドルの車両（3050形）が登場した。さらに3000形置き換えのため、2011年（平成23年）に右手ワンハンドルの車両（N3000形）が登場した結果、鶴舞線ならびに相互直通運転を行う名鉄犬山線・豊田線のマスコン形状は3種類に増えた。
他方で東京メトロ半蔵門線・東急田園都市線直通用として1997年に製造された30000系は、直通先の両路線が両手ワンハンドルを採用していたため、従来車が採用していた縦軸ツーハンドルではなく、両手ワンハンドルを東武鉄道としては初採用したため、東武におけるハンドルの種類は増えた。また東武では2016年以降に投入された500系、70000系の投入によって転属改造が行われた20400型（元20000系列）では左手ワンハンドルを採用したことで東武車のハンドルの種類は3種類に増えた。

### 無接点化
マスコン形状が横軸式となっても、1980年代後期頃までは、内部の機構は縦軸式と同様なカムスイッチであり、制御器ハンドルでカムスイッチを動かして接点を断・接する機構であった。制御段数の増加への対応や操作性の改善のため、1980年代末頃から無接点化したコントローラーが開発・採用されるようになった。無接点化したものでは、カムスイッチを廃し、制御器ハンドルの角度をロータリーエンコーダなどにより検出して制御伝送装置に送り、加減速信号として主制御器等に伝える方式となり、操作性・整備性とも改善されている。